# Озары, Джошкун
Джошкун Озары (тур. Coşkun Özarı; 4 января 1931, Стамбул — 22 июня 2011, там же) — турецкий футболист и тренер. Играл только за «Галатасарай» и сборную Турции. Тренерская карьера Озары также неразрывно связана с «Галатасараем» и национальной командой, которую он возглавлял трижды.

## Карьера игрока

### Клубная карьера
На протяжении всей профессиональной карьеры футболиста Джошкун Озары выступал за «Галатасарай» из своего родного города. Он пришёл в клуб в самом раннем возрасте, а после окончания Галатасарайского лицея дебютировал в основном составе клуба в возрасте 17 лет. Впоследствии он стал ключевым игроком обороны «Галатасарая», за который выступал в течение 13 лет. С ним он трижды выигрывал Стамбульскую футбольную лигу. В тот период команду тренировал Гюндюз Кылыч, её ворота защищал Тургай Шерен, а в атаке блистал Метин Октай.

### Карьера в сборной
18 декабря 1955 года Джошкун Озары дебютировал в составе сборной Турции в домашнем товарищеском матче против команды Португалии, выйдя в основном составе. Всего за национальную сборную он провёл 5 игр в период с конца 1955 по 4 мая 1958 года. Четыре матча были товарищескими, а пятый был гостевой поединок с Францией в рамках Средиземноморского кубка.

## Тренерская карьера
Карьера Озары в качестве игрока закончилась рано из-за его желания стать тренером. В 1961 году он посещал тренерские курсы в Англии под руководством Уолтера Уинтерботтома. Вернувшись на родину, Озары стал помощником главного тренера «Галатасарая». Три года спустя он сменил Гюндюза Кылыча на посту главного тренера. Он три раза занимал эту должность, всего же стамбульский клуб под его началом провёл четыре сезона, выиграв по одному разу Кубок Турции и Кубок премьер-министра Турции. В 1972 году Озары возглавил сборную Турции, а потом ещё дважды был назначаем на этот пост. Всего национальная команда под его руководством находилась около 10 лет.

## Достижения

### В качестве игрока
«Галатасарай»
- Победитель Стамбульской футбольной лиги (3): 1954/55, 1955/56, 1957/58

### В качестве тренера
«Галатасарай»
- Обладатель Кубка Турции (1): 1963/64
- Обладатель Кубка премьер-министра Турции (1): 1979

## Смерть
Джошкун Озары умер 22 июня 2011 в стамбульском госпитале. После религиозного похоронного ритуала в мечети Тешвикие, в котором приняли участие официальные лица крупных футбольных клубов, его тело было захоронено на кладбище Зинджирликую.